# Tahiel Jiménez
Tahiel Adrián Jiménez Sánchez (ur. 22 stycznia 2006 w Boca del Río) – meksykański piłkarz pochodzenia argentyńskiego występujący na pozycji napastnika, od 2024 roku zawodnik Santosu Laguna.
Jego ojciec, Argentyńczyk Walter Jiménez, również był piłkarzem.